# ジミー・レイブ
ジミー・レイヴ（Jimmy Rave、男性、1982年12月8日 - 2021年12月12日）は、アメリカ合衆国のプロレスラー。本名ジェームズ・ガフィー（James Guffey）。ジョージア州アトランタ生まれ。アメリカ国内ではCZWやFIP、NWAワイルドサイドに出場し、日本ではDRAGON GATE、08年には新日本プロレスのベスト・オブ・ザ・スーパージュニアにも出場している。その後はインディー団体を中心に活動した。

## 来歴
マーダー・ワンの元でトレーニングを積み、1999年10月にマスクマンのMr.XTCとしてデビュー。すぐに現在のリングネームでもあるジミー・レイヴに改名した。様々なインディー団体で経験を積んでいく。

### ROH(2003-2007)
2003年にROHでデビューする。レイヴはプリンス・ナナが率いるエンバジー（The Embassy ） のメンバーになり、エンバジー・オブ・クラウン・ジュエル（The Crown Jewel of the Embassy ） というニックネームを与えられる。ROHでは徐々に人気を集めていく中、レイヴはヒールとして活動するようになり、ファンからもトイレットペーパーを投げられるほどヒールとして一気に認知されていくようになる。
レイヴは他のレスラーの技を盗むようになり、自分の技と主張するようになった。AJスタイルズのスタイルズ・クラッシュをコピーし、レイヴ・クラッシュとして使い始めた。スタイルズは盗まれたと主張し、この技をめぐり対抗し、最終的に敗者はROHでレイヴ・クラッシュとスタイルズ・クラッシュの封印マッチを行なうまで発展していく。結局負けてしまいレイヴ・クラッシュは封印されてしまう。しかし、レイヴ・クラッシュが封印されてからはWWEのトリプルHのペディグリーをグリーティング・フロム・ガーナという名前でフィニッシャーとして使いはじめた。
06年1月になるとエンバジーのアレックス・シェリーと共に、ROH世界ヘビー級王座を防衛したブライアン・ダニエルソンを襲撃した。At Tag Wars 2006で行われた3人タッグのトーナメントをアレックス・シェリーとアビスともに優勝し、ブライアン・ダニエルソンの持つROH世界ヘビー級王座への挑戦権を獲得。2月のFourth Anniversary Showで挑戦するも負けてしまう。
ヘビー級王座の獲得に失敗してからはアレックス・シェリーとタッグを組み、ROHタッグチーム王座に狙いを定めるも、シェリーはROHを離脱し、シングルプレイヤーへ戻ってしまう。その後プリンス・ナナが新しいパートナー、サル・リナウロを紹介し、二人はタッグ活動をしていく。
9月にプリンス・ナナがROHを離脱し、エンバジーは終わりを迎える。エンバジー終了後はレイヴはしばらく連敗を重ねるようになった。その後ナイジェル・マッギネスと抗争をするようになり、07年の3月にイングランドのリヴァプールでレイヴがマッギネスからピンを奪われ抗争は終了している。サモア・ジョーとの試合で顎を元から痛めていたレイヴはマッギネスのラリアットを食らい、顎を負傷してしまった（治療の際に用いた鎮痛剤により、薬物依存の原因を作ってしまう）。8月に退団した。

### TNA(2007-2009)
ROH退団後すぐにTNAと契約を結んだ。9月のNo Surrenderにランス・ホイット、クリスティー・ヘミと共に登場し、ロックン・レイヴ・インフェクション（The Rock 'n Rave Infection）というユニットを組んだ。レイヴはXディヴィジョンではジョバーを、タッグチームではホイットと共にチーム3D、LAX、プリンス・ジャスティス・ブラザーフッド、モーターシティ・マシンガンズと争った。
08年のBound for Gloryのスチール・マッチの際に首を負傷してしまい、09年の2月にのホイットと共に解雇されてしまう。
ROHを解雇されたこの時期、深刻な薬物中毒に苦しんでいることを告白。リバビリ活動をするようになり、ジョージア州バートウ郡の介護福祉センターに勤務するようになった。

### インディー団体（2009-現在）
TNA解雇後、3月にROHの7th Anniversary Showに登場。バイソン・スミスと組み、ブライアン・ダニエルソンとコルト・カバナとのタッグと戦い、ピンフォールを奪われてしまう。しばらくはネクロ・ブッチャー、グリズリー・レッドウッドと行動をしていたが、薬物依存のために解雇されてしまう。
4月にグレート・チャンピオンシップ・レスリング（Great Championship Wrestling）に参戦し、彼のトレーナーであるマーダー・ワンに勝利する。マーダーとレイヴはシリーズを通してGCWヘビー級王座をめぐって戦い、最終的にマーダーからタイトルを奪取する。しかし、9月にジョニー・スウィンガーにタイトルを奪われてしまう。しかし、10月には再びタイトルを獲得する。
5月にランペイジ・プロレスリング（Rampage Pro Wrestling）にも参戦し、元WWEレフリーのニック・パトリックと、元DSWのオーナーのジョディ・ハミルトンから2010年の6月にはブッカーを引き継いだ。RPWではレイヴは人気スターであり、12月にはサル・リナウロからRPWインターコンチネンタル王座を奪取した。
しかし、2010年の1月に鼻を骨折してしまい、GCWヘビー級王座とRPWインターコンチネンタル王座を剥奪された。
2011年2月にDRAGON GATE USAから4月にレイヴがデビューすると発表された。ブラックアウト・チャレンジ・シリーズ中にデビューし、決勝まで残るがエリック・キャノンに敗れる。4月にはPPVのオープン・ザ・アルティメットでジョニー・カルガノにシングルマッチで対戦するが負けている。
6月にはTNAに再登場。優勝すると契約できるトーナメントに出場するも1回戦で負けてしまい、一夜限りの参戦になってしまった。その後10月にダークマッチに出場、12月にリング・カ・キングに登場している。
12月には再度ROHに登場、プリンス・ナナによって再結成されたエンバシーの新たなエンバジー・オブ・クラウン・ジュエルであるトマッソ・シアンパとFinal Battle 2011で対戦することを表明。PPVではエンバシーのセコンドの介入を跳ね返し、トマッソ・シアンパに勝利している。

## 引退と死
2020年11月28日、自身のtwitterを通して、感染症により左腕切断の必要が生じ、引退すると発表した。
さらに2021年10月24日、メチシリン耐性黄色ブドウ球菌感染症（MRSA）によって両足の切断を余儀なくされた。
そして同年12月12日、フィラデルフィアにて死去した。39歳没

## 得意技
ザ・ムーブ・ザット・ロック・ザ・ワールド
持ち上げないファイヤーマンズキャリーの体勢から体をひねり、あいての首や背中をマットに叩きつける技。ドラゴンゲートの吉野正人のライトニング・スパイラルと同型。
グリーティング・フロム・ガーナ
リバースフルネルソンの体勢から軽くジャンプしてマットに膝から着地し、相手の顔を叩きつけるフェイスバスター。トリプルHのペディグリーと同型。
ヒールフック
リバース・ハーフ・ボストンクラブの要領でとらえた相手の足をヒールホールドのような形で極める関節技。
レイブ・クラッシュ
パイルドライバーの要領で持ち上げた相手の両腕を両脚でフックして前方に倒れこむ変形のフェイスバスター。ROHに参戦していたTNAのAJスタイルズから盗んだ技。
ディスコ2000
相手をパンプルハンドルの要領で持ち上げみちのくドライバーⅡの叩きつける。
ドップラー・エフェクト
尻餅をついてる相手の顔に正面から膝蹴りをする。
フロム・ダスク・ティル・ダウン
ヘッドシザーズ・ホイップの要領で飛びつき、相手の左サイドに尻餅を着けるようにして着地し、クリップラー・クロスフェイスに移行する。
グラビティー・キラー
ランニング式かスタンディング式で決めるトルネードDDT。
- 脇固め
- 腕ひしぎ逆十字固め
- ジャーマンスープレックス
- タイガー・スップレックス
- スピアー
- ノーザンライトボム

## 獲得タイトル
CZW（Combat Zone Wrestling）
- CZWアイロンマン王座：1回

FIP（Full Impact Pro）
- FIPタッグチーム王座 ：1回 （w/ファースト・エディ・ベガス）

GHW（Great Championship Wrestling）
- GCWヘビー級王座：2回

HCW（Hardkore Championship Wrestling）
- HCWハードコア王座 ：1回
- HCWタッグチーム王座：1回 （w/ダリン・チャイルズ）

National Wrestling Alliance
- NWA世界ジュニアヘビー級王座：2回
- NWAワイルドサイド・ジュニアヘビー級王座：2回

RPW（Rampage Pro Wrestling）
- RPWインターコンチネンタル王座：1回

SPW（Supreme Action Wrestling）
- SAWインターナショナル王座：1回